# Abdulwaheed Afolabi
Abdulwaheed Afolabi (ur. 8 grudnia 1991 w Kadunie) – nigeryjski piłkarz występujący na pozycji napastnika.

## Kariera klubowa
Wychowanek klubu Niger Tornadoes F.C. w którym występował do końca 2011 roku. W styczniu 2012 podpisał 4-letni kontrakt z Tawrią Symferopol. 3 sierpnia 2012 przeniósł się do Kubania Krasnodar, ale już w końcu marca 2013 kontrakt został anulowany.

## Kariera reprezentacyjna
Występował w juniorskiej i młodzieżowej reprezentacji Nigerii.